# Jacques Cheinisse
Pour les articles homonymes, voir Cheinisse.
Jacques Cheinisse, dit Monsieur Alpine bis ou Papa, né le 14 janvier 1934 à Épouville en Seine-Maritime, est un ancien pilote automobile français de rallyes et sur circuits ayant exercé des responsabilités au sein du constructeur dieppois Alpine et de Renault.

## Biographie
Sa carrière en compétition automobile débute à son retour du service militaire, en 1958 en Normandie sur une Alpine A106 puis une Volvo (122s).
En 1963, il entre chez Alpine comme agent commercial. Il y devient pilote officiel un an plus tard jusqu'à la fin de l'année 1967, tout en ayant la responsabilité du service commercial jusqu'en 1968.
Début 1968 -à l'arrivée de Renault comme partenaire financier- il devient le chef du service compétition d'Alpine, et par là même occasion directeur sportif. 
Promu au directoire en 1970, il garde l'ensemble de ses responsabilités jusqu'à la fin de l'année 1975, où il démissionne. L'entité Renault Sport est alors créée.
En 1976, il est nommé chef de produit pour la marque au losange (pour l'ensemble des gammes hautes et moyennes en 1979), puis directeur du département en 1984. Il exercera sa responsabilité de directeur du produit sur la R25, l'Espace, la Fuego, la R19, la R21, la Mégane I, le Scénic, la Twingo I et  le Kangoo. 
En 1999, il quitte l'entreprise.

## Palmarès

### Pilote
- Rallye d'Automne en 1963, avec Michel Lefèbvre sur Alpine A110;en 1964, Routes du Nord, Rallye de l'ACO, Flandre Hainaut, Tour de Belgique, Tour de France.
  - Participation à trois éditions consécutives des 24 Heures du Mans avec Jean-Pierre Hanrioud (1) et Roger de Lageneste (2) sur Alpine M64 (1) et A210 (2) (11e en 1966 (vainqueur à l'indice énergétique) et 12e en 1967, avec l'écurie Savin-Calberson);

### Copilote
- Rallye Infernal en janvier 1972, avec Jean-Pierre Nicolas sur Renault 12 Gordini;
  - 4e du tour de Corse en 1965, avec de Lageneste sur Alpine A110 1300;

## Titres acquis en tant que responsable sportif d'Alpine
Alpine:
- 1970 : Champion d'Europe des conducteurs de rallye avec Jean-Claude Andruet sur berlinette A110 1600;
  - 1970 : 2e du championnat international des marques en rallye avec la berlinette A110 1600;
- 1971 : Champion international des marques avec la berlinette A110 1600;
- 1972 : Champion d'Europe par équipe de Formule 3 avec Michel Leclère et Alain Serpaggi sur Alpine-Renault A364 (la Nations European Cup);
- 1973 : Champion du monde des constructeurs en rallye avec la berlinette A110 1800;
- 1974 : Champion d'Europe des marques automobiles Sport Prototypes 2-litres avec la barquette A441 (vainqueur des sept épreuves) (Alain Serpaggi Champion d'Europe individuel);
  - 1975 : 3e du championnat du monde des voitures de sport avec l'Alpine A442;
  - 1975 : 3e du championnat du monde des rallyes constructeurs avec la berlinette A110 1800.

## Vidéothèque
- La Berlinette Alpine-Renault - La reine des rallyes, film de Francis Maze, avec également Jean-Luc Thérier, Bernard Darniche, Jean Rédélé et François Lhermoyer, éd. E.P.I. Diffusion, 95 min (2003).